# Вурда
Вурда или урда (рум. urdă) је традиционални и специфични производ од млека који се производи у Јужној Србији, Македонији, Бугарској, Турској и Украјини.
Спрема се од крављег, овчијег или козјег млека, или мешавине овчијег или козјег са крављим млеком. Цеђењем киселог млека се добија цеђено кисело млеко. У тако исцеђену смесу може се ставити и паприка и чувати у чистој посуди на умереној температури тридесетак дана. За то време долази до врења које производи смесу киселкастог укуса и кремастог облика, слично крем сиру или паприци у павлаци.

## Вурдијада
У Бабушници се од 2012. године сваке јесени одржава културно, гастрономско-туристичка и комерцијална манифестација Вурдијада. На овој манифестацији мештани из Лужничке котлине и околине излажу вурду и млечне производе домаће производње као и друге производе карактеристичне за овај крај.
Бабушница је препознатљива по вурди, тако да је, од 6. априла 2023. године, решењем Завода за интелектуалну својину Србије, вурда добила ознаку географског порекла као лужничка вурда. У општини Бабушница се надају да ће добијање ознаке повећати сточни фонд и повећати производњу и продају вурде.